# Воробьёв, Сергей Степанович
Сергей Степанович Воробьёв (1923—1988) — советский инженер-конструктор, специалист в области разработки ядерного оружия, кандидат технических наук (1969); Лауреат Ленинской премии (1963).

## Биография
Родился в 1923 году в  городе Каган Узбекская ССР.
С 1946 года после окончания Куйбышевского авиационного института  работал инженер-конструктором в Омском моторостроительном заводе им. П. И. Баранова и с 1948 года инженер-конструктор, старший инженер и начальник Конструкторской группы  СКБ Куйбышевского машиностроительного завода имени М. В. Фрунзе.
С 1951 года в системе атомной промышленности СССР, инженер-конструктор, старший инженер и начальник конструкторской группы КБ-11 в закрытом городе Арзамас-16.
С 1955 года направлен в закрытый город Челябинск-70. С 1955 года работал начальником отдела, с 1965 года заместителем начальника Сектора, с 1970 года начальник Конструкторского отдела — заместитель главного конструктора  Всероссийского научно-исследовательского института технической физики. С. С. Воробьёв  внёс значительный вклад в обеспечение требуемого уровня надежности и безопасности ядерного оружия. Неоднократно принимал участие в проведении ядерных испытаний. Один из создателей школы ядерного зарядостроения. 
С 1987 года на пенсии. Умер 8 марта 1988 года в Снежинске.

## Награды

### Ордена
- Три Ордена Трудового Красного Знамени (1954, 1956, 1978)

### Премии
- Ленинская премия (1963 — «за разработку высокоэффективных образцов новой техники»)